# José Wilson Lessa Sabbag
José Wilson Lessa Sabbag (São Paulo, 25 de outubro de 1943 — São Paulo, 3 de setembro de 1969) foi um estudante e guerrilheiro brasileiro, militante da Ação Libertadora Nacional, que participou da luta armada contra a ditadura militar.
Ao resistir à prisão no dia 3 de setembro de 1969, quando agentes do DOPS e CENIMAR, apoiados por tropas de choque, tentaram prendê-lo, foi fuzilado. O exame necroscópico, realizado no IML/SP, em 10 de setembro, pelos Drs. Ruy Barbosa Marques e Orlando Brandão confirma a morte em tiroteio. 
É um dos casos investigados pela Comissão da Verdade, que apura mortes e desaparecimentos na ditadura militar brasileira. 

## Biografia
José Wilson terminou o colegial técnico em 1961, na Álvares Penteado e, em 1964, ingressou na Faculdade de Direito do Vale do Paraíba, no interior paulista, em São José dos Campos, onde se estabeleceu até 1966. Aos 22 anos solicitou transferência para a Faculdade Paulista de Direito da Pontifícia Universidade Católica (PUC-SP). No mesmo ano, casou-se com Maria Tereza de Lucca Sabbag.
Filho de Wilson José Sabbag e Maria Lessa Sabbag, José Wilson Lessa Sabbag, era estudante do 5º ano de Direito na  PUC de  São Paulo e membro de um pequeno grupo de militantes da oposição armada, ligado à ALN. Casado com Maria Tereza de Lucca Sabbag, com quem teve uma filha, foi morto em 03/09/1969, na capital paulista, aos 25 anos de idade. A família requereu os benefícios fora do prazo legal estipulado pela Lei nº 9.140/95, o que ocasionou um indeferimento inicial.
Em outubro de 1968, José Wilson havia sido preso no 3º Congresso da UNE em Ibiúna, permanecendo detido por cerca de dois meses e, quando libertado, não se sentiu seguro para retornar às aulas da PUC e ao emprego no Banco do Estado de São Paulo. Chegou a produzir algumas filmagens sobre o Movimento Estudantil de 1967 e 1968. Documentos dos órgãos de segurança registram-no como “ Movimento Estudantil de 1967 e 1968. Documentos dos órgãos de segurança registram-no como “ Movimento Estudantil namorado” de Maria Augusta Thomaz, que seria morta em maio de 1973, no interior de Goiás, como militante do Movimento de Libertação Popular.

## Militância
Durante a graduação, José Wilson participou de um grupo de estudantes que encabeçou a ocupação da reitoria da universidade, com o objetivo de levantar pautas relacionadas ao acesso à educação e em oposição aos critérios do MEC-USAID e das diretrizes educacionais do regime ditatorial, como conta Carlos Lichtsztejn, em relatos à Comissão da Verdade da PUC-SP. Foi então que Wilson decidiu gravar um curta e recolheu depoimentos entre 1967 e 1968. Segundo os relatos de Gilberto Luciano Belloque, quem coordenava o GTB com Sabbag, o evento de 15 de agosto de 1969 teria sido liderado pelo guerrilheiro. A transmissão de cerca de 40 minutos de “Ao Povo Brasileiro”, de Carlos Marighella. José Wilson teria planejado e ocupado a rádio de maior audiência no Brasil, na época, a Rádio Nacional. O depoimento foi registrado pela Comissão da Verdade da PUC-SP.

## Morte
A versão oficial dos fatos registra que, no dia 03/09/1969, após perseguição policial iniciada em um estabelecimento comercial na avenida Ipiranga, José Wilson e Antenor Meyer tentaram se refugiar no apartamento de um amigo naquela região, à rua Epitácio Pessoa. O soldado João Guilherme de Brito, ao tentar prender José Wilson, teria sido atingido por disparo de arma de fogo, vindo a falecer. Enquanto José Wilson trancou-se no banheiro do apartamento, Antenor Meyer, ao tentar fugir, caiu do 4º andar, sendo preso em seguida, com fraturas e ruptura da bexiga. Ainda de acordo com os registros policiais, como José Wilson se recusasse a sair do banheiro, foi acionada a tropa de choque da Força Pública e o DOPS. Agentes policiais atiraram bombas de gás lacrimogêneo e José Wilson teria saído, “travando-se tiroteio que culminou com sua morte”.
Para o relator do processo na CEMDP, essa versão bastaria para o deferimento do pedido. No entanto, o estudo do processo indicou elementos contraditórios dignos de registro. O Boletim de Ocorrência, aberto às 16h20min de 03/09/1969 pela Força Pública, indica que “os elementos foram detidos”, ao mesmo tempo em que informava ter sido o policial ferido. Declaração de Antenor Meyer, anexada ao processo na Comissão Especial, reporta que os ferimentos de José Wilson produziram forte hemorragia e praticamente o prostraram, levando-o a demonstrar evidente fraqueza física, não podendo, portanto, ter efetivado saída violenta do banheiro, como afirma a versão oficial.
Segundo o relator, uma curiosidade que se transforma em indício diante dos demais elementos é que o corpo do soldado Brito foi submetido a exame necroscópico ainda no dia 03/09 e o de José Wilson foi para o IML apenas no dia seguinte. A explicação está no relatório oficial do 11º Batalhão Policial, onde consta que “o caso foi entregue a OBAN quando se evidenciou que os indiciados eram elementos suspeitos de participarem de organização terrorista”. Há várias outras afirmações nos autos, explica ainda, mostrando que José Wilson estava cercado, ferido e sujeito a um forte aparato policial envolvendo Polícia Civil, Força Pública, Marinha e OBAN.

### A versão de Meyer
Antenor Meyer, que participava da mesma ação em que José Wilson foi morto, contou à Comissão da Verdade da PUC-SP, que foram utilizados cheques de uma conta bancária “fria” na compra de um gravador, utensílio que seria útil para ações políticas. A compra foi realizada em uma loja, na época, localizada na Avenida Ipiranga, em São Paulo. A retirada do equipamento foi realizada três dias depois, em 03 de setembro de 1969 como estratégia de cautela para que a origem do cheque não fosse identificada. Entretanto, naquele dia, Maria Augusta, Chico e  José Wilson sofreram uma emboscada ao entrar na loja, quando um dos funcionários avisou a um policial da presença dos três militantes. Segundo o depoimento do colega de militância, a situação ocasionou uma troca de tiros e Sabbag teve a artéria do braço atingida. Maria Augusta fugiu do local e Chico e José Wilson embarcaram no carro, onde estava Antenor. Partiram sentido Rua da Consolação, mas a fuga foi dificultada pelo trânsito e outros policiais. Logo Chico deixou o carro e, em seguida, Antenor e José Wilson partiram, a pé, pela Rua Amaral Gurgel. Os dois chegaram ao prédio onde morava Roberto Cômodo, amigo de Antenor, e subiram na intenção de limpar os ferimentos de Sabbag, que estava sangrando. Entretanto, a polícia logo chegou e cercou o prédio onde estavam. Consensualmente, Antenor deixou o colega e tentou fugir, quando caiu do sexto andar resultando em inúmeros ferimentos e em sua prisão. Segundo Meyer, a última vez em que viu José Wilson, o ferido tinha o plano de trancar-se no banheiro do apartamento. Os acontecimentos posteriores foram contados pela polícia. 

## Laudo
O desenho anexado ao laudo necroscópico, assinado pelos legistas Ruy Barbosa Marques e Orlando Brandão, ofereceu o argumento final à tese da execução, afirma o relator. Nele se mostra a trajetória dos projéteis que atingiram José Wilson. Todas as perfurações têm o mesmo sentido – de cima para baixo – com exceção de um projétil com entrada pelo lábio superior e saída na região temporal esquerda, com sentido de baixo para cima. A lesão provocada por esse projétil foi fundamental para a morte, conforme o laudo, que determina como causa mortis: “lesões crânio encefálicas traumáticas e hemorragia interna aguda”.

## Reconhecimento e Providências
Sua família requereu os benefícios da lei 9.140/95 fora do prazo legal estipulado, o que ocasionou o indeferimento inicial. Com a ampliação da lei e a abertura de novos prazos, seu caso foi aprovado na CEMDP por unanimidade em 22 de abril de 2004.

## Memória
A Secretaria Especial dos Direitos Humanos da Presidência da República inaugurou em setembro de 2009, na  PUC de  São Paulo um memorial permanente no hall de entrada do teatro Tuca em homenagem a cinco universitários mortos durante a ditadura. José Wilson Lessa Sabbag, Maria Augusta Thomaz, Luiz Almeida Araújo, Carlos Eduardo Pires Fleury e Cilon da Cunha Brum, todos presos e mortos durante o regime militar.